# Ratpenat trident de Temminck
El ratpenat trident de Temminck (Aselliscus tricuspidatus) és una espècie de ratpenat de la família dels hiposidèrids. Viu a Indonèsia, Papua Nova Guinea, Illes Salomó i Vanuatu. El seu hàbitat natural són coves i túnels. No hi ha cap amenaça significativa per a la supervivència d'aquesta espècie, tot i que està afectada per la recol·lecció d'aliments i la pertorbació de les coves.